# Laurbjerg Station
Laurbjerg Station var en jernbanestation i Laurbjerg, der ligger mellem Langå og Hadsten på den Østjyske Længdebane. Stationen blev indviet 3. september 1862. 12. november 1908 blev den knudepunkt, da Gjernbanen til Silkeborg blev åbnet. I de følgende år blev der arbejdet videre på Diagonalbanen til Esbjerg, og den blev færdig, da den sidste strækning Brande-Funder blev indviet 1. oktober 1920.
Gjernbanen og strækningen Funder-Bramming blev nedlagt 23. maj 1971, men godstrafikken fortsatte mellem Laurbjerg og Thorsø til 25. september samme år. Året efter blev Laurbjerg Station nedgraderet til trinbræt, og det blev nedlagt i 1982.

## Debat om genåbning
I mange år har der været debat om genåbning af trinbrættet. Især efter udgivelsen af en COWI-rapport i 2012, der konkluderede, at anlægget ville koste 10,8 mio. kr. Derefter valgte Favrskov Kommune at bevilge 5 mio. kr. som medfinansering. Arriva, der i dag betjener strækningen, har meldt ud, at de gerne vil stoppe på stationen og at det højest vil medføre et tidstab på 1½ minut. I marts 2014 afviste Trafikstyrelsen dog, at der var baggrund for at etablere et trinbræt i Laurbjerg. I 2015 blev der afsat penge til en ny uvildig rapport om konsekvenserne af at genåbne bl.a. Laurbjerg Station. Rapporten udarbejdedes af DTU Transport og blev færdig ultimo 2016. Mobilitetskommissionen for den Østjyske Byregion anbefalede i sin afrapportering fra 2016 at overveje etablering af et trinbræt i Laurbjerg.
I November 2018 modtog et politisk flertal udenom regeringen det beslutningsgrundlag, der skal gøre det muligt at genåbne Laurbjerg Station i udgangen af 2021. Det er endnu ikke besluttet hvor mange penge der skal bruges på selve stationsområdet

## Stationen I dag
Stationen har siden lukningen i 1972 stået tom frem til 1976, hvor farvefarikken Artifex flyttede ind, Artifex er stadigt, ud over privat bolig, stadigt i gang på adressen. Ejendommen har har været privatejet siden 2002.